# 라울 가르시아 에스쿠데로
라울 가르시아 에스쿠데로(Raúl García Escudero, 1986년 7월 11일, 나바라 지방 팜플로나 ~ )는 스페인의 전 축구선수로, 포지션은 공격형 미드필더, 세컨드 스트라이커였다. 주로 라리가의 아틀레티코 마드리드, 아틀레틱 클루브에서 활동했다.

## 클럽 경력

### 오사수나
팜플로나 출신으로, 가르시아는 고향의 오사수나에서 프로 현역 초창기를 보냈다. 2004년 10월 24일, 그는 멕시코 출신의 하비에르 아기레 감독에 의해 1군 기회를 잡아 0-3으로 패한 바르셀로나와의 원정 경기에서 데뷔하였다.
가르시아는 첫 풀 시즌에 5번 리그 득점을 올렸는데, (2005년 10월 26일, 3-2로 승리한 아틀레틱 빌바오와의 홈 경기에서 1호골 기록) 이 시즌 나바레 연고의 클럽은 라 리가에서 4위를 올렸고, 그는 불과 19세의 나이에 33경기 출장을 달성하였으며, 이 중 28경기를 선발로 출전하였다.

### 아틀레티코 마드리드
2007년 7월, 12경기에 출전하여 1골을 넣으며 오사수나의 UEFA컵 4강행을 도운 후, 가르시아는 아틀레티코 마드리드와 €13M의 가격에 5년 계약을 하며, 그의 옛 스승인 아기레 감독과 재회하였다.
2010년 1월, 가르시아는 유벤투스에서 이적한 티아구 멘데스에 의해 그의 선발 자리를 잃었다. 그러나, 풀럼과의 UEFA 유로파리그 결승전에서 포르투갈인 선수가 징계로 출전이 불가능하게 되면서, 그는 90분 풀타임을 소화하였고, 팀은 연장전 접전 끝에 2-1로 승리하며 그의 첫 우승컵을 획득하였다. 더 나아가서, 그는 세비야와의 이 시즌 코파 델 레이 경기 후반전에 출전하기도 하였으나, 0-2로 패하였다.
2010년 8월 27일, 가르시아는 인테르나치오날레와의 UEFA 슈퍼컵 경기에 풀 타임으로 소화하였고, 팀은 상대의 고란 판데프에 대한 막판 반칙으로 페널티킥을 획득하였으나; 슛은 골키퍼 다비드 데 헤아에 막혔고, 콜초네로스(아틀레티코의 애칭)는 경기를 2-0으로 승리하였다. 그는 이번 시즌에도 티아구보다 적은 시간을 출전하였으나, 29경기에 출전하는데 성공하였고, 아틀레티코는 유로파리그 진출권을 획득하였고, 1-2로 패한 이 시즌의 챔피언 바르셀로나와의 경기에서 팀의 귀중한 한 골을 코너킥에서의 헤딩골로 만들어 냈다.
가르시아는 아틀레티코와의 계약 3년 연장 이후, 친정팀 오사수나에 2011-12 시즌 동안 임대되었다. 그는 2-2로 비긴 마요르카전에서 알바로 세후도의 코너킥을 헤딩으로 연결한 2골을 포함하여 이번 한 시즌 최다인 11골을 득점하였고, 3-2로 이긴 바르셀로나전에서도 한 골을 득점하였고, 이브라이마 발데를 제치고 팀 내 득점 1위로 마무리하였다.
2014년 4월 9일, 1-0으로 이긴 바르셀로나와의 UEFA 챔피언스리그 홈 경기에서 90분 풀 타임을 소화한 후, 아틀레티코는 40년만에 처음으로 준결승전에 진출한 팀이 되었으며, 그는 22경기 출전으로 루이스 아라고네스가 세운 클럽 내 대회 최다 경기 출전 기록을 경신하였다.

## 국가대표팀 경력
가르시아는 2006년부터 2009년까지 스페인 U-21 축구 대표팀과 함께 활약하여 해당 범주에서 총 20번의 출장 기록을 쌓았으며, 2009년 UEFA U-21 유로피언 챔피언십에서 국가를 대표하여 조별 리그 탈락을 경험했다. 그는 또한 U-19 팀에서도 출전했다.
2014년 8월 29일, 28세인 가르시아는 스페인 대표팀 감독 비센테 델 보스케에 의해 9월에 프랑스와 마케도니아와의 경기를 위한 23명의 선수로 선발되었다. 그는 9월 4일에 데뷔하였으며, 전반에서 출전하여 프랑스에 0-1로 패배했다.
2004년과 2005년에는 가르시아가 나바라와 바스크 국가를 위한 대표 경기에 참가했다.

## 수상

#### 아틀레티코 마드리드
- 라리가 : 2013-14
- 국왕컵 : 2012-13
- 수페르코파 데 에스파냐 : 2014
- UEFA 유로파리그 : 2009-10
- UEFA 슈퍼컵 : 2010, 2012
- UEFA 챔피언스리그 준우승 : 2013-14

#### 아틀레틱 클루브
- 국왕컵 : 2023-24
- 수페르코파 데 에스파냐 : 2020-21

## 클럽 경력
| 시즌    | 클럽                | 대회    | 출장 | 골  |
| ------- | ------------------- | ------- | ---- | --- |
| 2004–05 | 오사수나            | 라 리가 | 2    | 0   |
| 2005–06 | 오사수나            | 라 리가 | 33   | 4   |
| 2006–07 | 오사수나            | 라 리가 | 33   | 5   |
| 2007–08 | 아틀레티코 마드리드 | 라 리가 | 35   | 3   |
| 2008–09 | 아틀레티코 마드리드 | 라 리가 | 36   | 3   |
| 2009–10 | 아틀레티코 마드리드 | 라 리가 | 20   | 0   |
| 2010–11 | 아틀레티코 마드리드 | 라 리가 | 29   | 1   |
| 2011–12 | 오사수나            | 라 리가 | 33   | 11  |
| 2012–13 | 아틀레티코 마드리드 | 라 리가 | 30   | 5   |
| 2013–14 | 아틀레티코 마드리드 | 라 리가 | 16   | 6   |
| 2014-15 | 아틀레티코 마드리드 | 라 리가 | 33   | 11  |
| 2015-16 | 아틀레틱 클루브     | 라 리가 | 30   | 7   |
| 2016-17 | 아틀레틱 클루브     | 라 리가 | 36   | 10  |
| 2017-18 | 아틀레틱 클루브     | 라 리가 | 34   | 10  |
| 2018-19 | 아틀레틱 클루브     | 라 리가 | 33   | 9   |
| 2019-20 | 아틀레틱 클루브     | 라 리가 | 35   | 15  |
| 2020-21 | 아틀레틱 클루브     | 라 리가 | 34   | 5   |
| 2021-22 | 아틀레틱 클루브     | 라 리가 | 35   | 6   |
| 2022-23 | 아틀레틱 클루브     | 라 리가 | 35   | 2   |
| 2023-24 | 아틀레틱 클루브     | 라 리가 | 20   | 1   |
| 합계    | 합계                | 합계    | 637  | 113 |